# 이형치

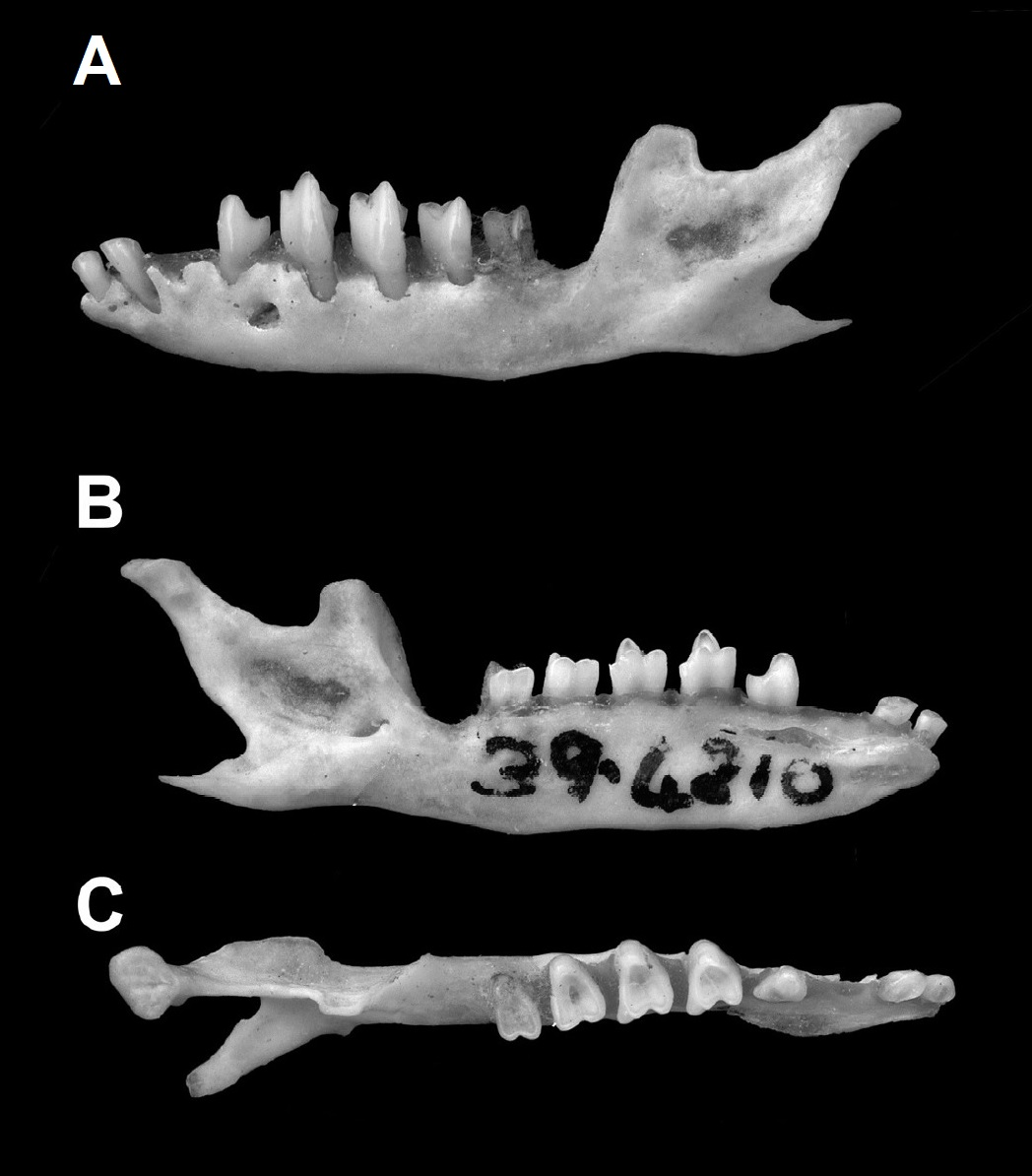
주머니두더지의 아래턱

이형치(異形齒, 영어: Heterodont)는 해부학에서 하나 이상의 치아를 가진 치아 형태를 의미하며 그런 치아 형태를 지닌 동물을 헤테로돈트(영어: Heterodont, '다른 치아'를 의미하는 고대 그리스어에서 유래)라고 한다. 한 예로 인간의 치아는 이형치(heterodont)와 이생치(diphyodont)가 있다.

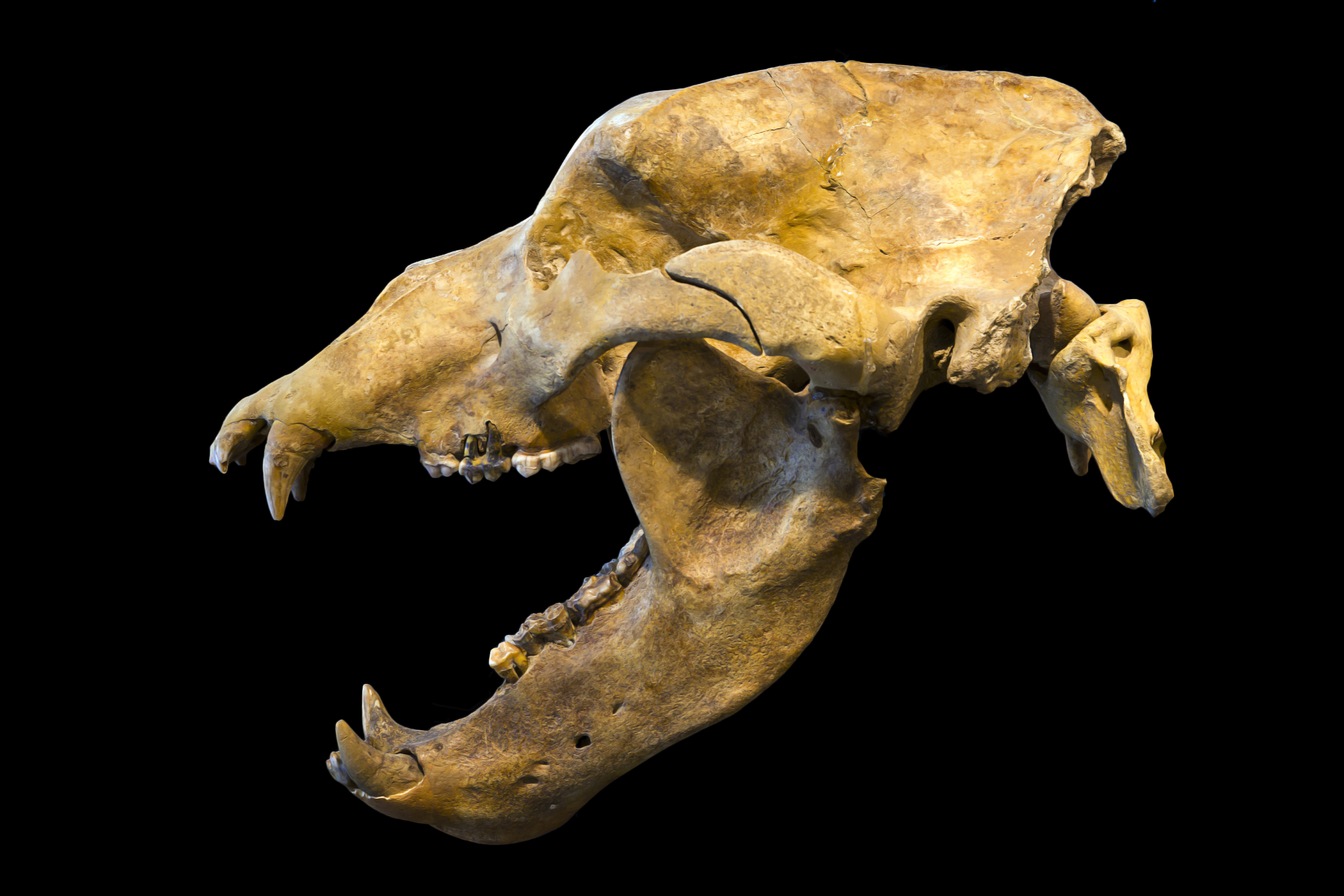
전형적인 이형치열을 보이는 동굴곰의 두개골

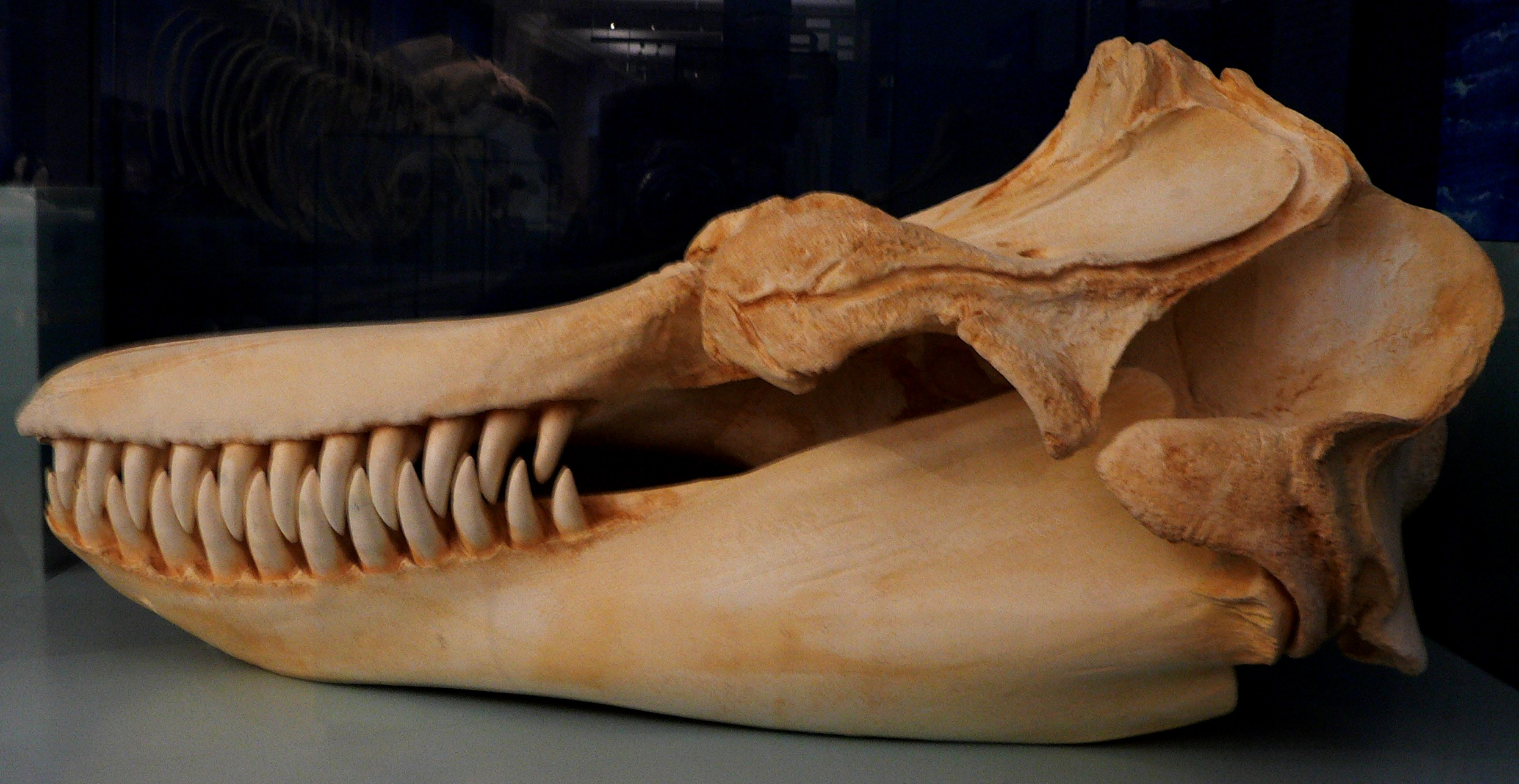
범고래의 이형치

척추동물에서 헤테로돈트는 치아가 다른 형태로 분화되는 동물에 속한다. 예를 들어, 척추동물 중 단궁류는 일반적으로 앞니, 송곳니 ("개 이빨"), 소구치 및 어금니를 갖고 있다. 이형치는 특정 종의 섭식 또는 사냥에 전문화 되었다는 증거로 볼 수 있다. 이와 달리, 호모돈트(homodont) 또는 아이소돈트(isodont) 치열은 동일한 치아 형태를 갖는 치아 세트를 의미한다.
무척추동물에서 헤테로돈트(heterodont)라는 용어는 이매패류의 교합판(hinge plate)에 서로 다른 크기의 치아가 나타나는 상태를 의미한다.